# Lijst van partijleiders van de PvdA
De partijleider van de Partij van de Arbeid (PvdA) is tijdens de Tweede Kamerverkiezingen de lijsttrekker. Meestal bekleedt de partijleider de functie van fractievoorzitter in de Tweede Kamer maar soms neemt de partijleider zitting in een kabinet. De eerste partijleider en lijsttrekker was mede-oprichter Willem Drees.

## Partijleiders
| Partijleiders                              | Partijleiders             | Partijleiders                          | Termijn                               | Leeftijd | Functie(s) als leider / Overige functie(s) | Functie(s) als leider / Overige functie(s) | Lijsttrekker                       |
| ------------------------------------------ | ------------------------- | -------------------------------------- | ------------------------------------- | -------- | --- | --- | ---------------------------------- |
|                                            | W. (Willem) Drees         | dr. W. (Willem) Drees (1886–1988)      | 9 februari 1946 – 22 december 1958    | 59–72    | Minister van Sociale Zaken (1945–1948) Vicepremier (1945–1948) Lid Tweede Kamer (1946) (1948) (1952) (1956) Minister van Algemene Zaken (1948–1958) Minister-president (1948–1958) Minister voor Uniezaken en Overzeese Rijksdelen (1951) Minister van Financiën (1952) | Lid Tweede Kamer (SDAP) (1933–1945) Fractievoorzitter Tweede Kamer (SDAP) (1939–1945) Partijleider (SDAP) (1940–1946) Partijvoorzitter (SDAP) (1943–1945) Minister van staat (1958–1988)                                                                                        | 1946 1948 1952 1956                |
|                                            | J.A.W. (Jaap) Burger      | mr. J.A.W. (Jaap) Burger (1904–1986)   | 22 december 1958 – 16 september 1962  | 54–58    | Lid Tweede Kamer (1945–1962) Fractievoorzitter Tweede Kamer (1952–1962) | Minister voor Terugkeerbeleid (SDAP) (1943–1944) Minister van Binnenlandse Zaken (SDAP) (1944–1945) Fractievoorzitter Tweede Kamer (1951) Lid Eerste Kamer (1963–1970) Lid Europees Parlement (1966–1970) Lid Raad van State (1970–1979) Minister van staat (1975–1986)         | 1959                               |
|                                            | A. (Anne) Vondeling       | dr.ir. A. (Anne) Vondeling (1916–1979) | 16 september 1962 – 13 september 1966 | 46–50    | Lid Tweede Kamer (1959–1965) Fractievoorzitter Tweede Kamer (1962–1965) Minister van Financiën (1965–1966) Vicepremier (1965–1966) | Lid Tweede Kamer (1946–1958) (1967–1979) Minister van Landbouw, Visserij en Voedselvoorziening (1958) Partijvoorzitter (1969–1971) Voorzitter van de Tweede Kamer (1972–1979) Lid Europees Parlement (1979)                                                                     | 1963                               |
|                                            | J.M. (Joop) den Uyl       | drs. J.M. (Joop) den Uyl (1919–1987)   | 13 september 1966 – 21 juli 1986      | 47–66    | Lid Tweede Kamer (1967–1973) (1977) (1978–1981) (1982–1987) Fractievoorzitter Tweede Kamer (1967–1973) (1977) (1978–1981) (1982–1986) Minister van Algemene Zaken (1973–1977) Minister-president (1973–1977) Voorzitter van de Partij van de Europese Sociaaldemocraten (1980–1987) Minister van Sociale Zaken en Werkgelegenheid (1981–1982) Minister voor Nederlands-Antilliaanse Zaken (1981–1982) Vicepremier (1981–1982) | Lid Tweede Kamer (1956–1963) Minister van Economische Zaken (1965–1966) | 1967 1971 1972 1977 1981 1982 1986 |
|                                            | W. (Wim) Kok              | W. (Wim) Kok (1938-2018)               | 21 juli 1986 – 15 december 2001       | 47–63    | Lid Tweede Kamer (1986–1989) (1994) (1998) Fractievoorzitter Tweede Kamer (1986–1989) (1994) (1998) Minister van Financiën (1989–1994) Vicepremier (1989–1994) Minister van Algemene Zaken (1994–2002) Minister-president (1994–2002) | Minister van staat (2003-2018) | 1989 1994 1998                     |
|                                            | A.P.W. (Ad) Melkert       | drs. A.P.W. (Ad) Melkert (1956)        | 15 december 2001 – 16 mei 2002        | 45–46    | Lid Tweede Kamer (1998–2002) Fractievoorzitter Tweede Kamer (1998–2002) | Lid Tweede Kamer (1986–1994) Minister van Sociale Zaken en Werkgelegenheid (1994–1998) Vicesecretaris-generaal van het Ontwikkelings programma van de Verenigde Naties (2006–2009) Speciaal-gezant van de Verenigde Naties voor Irak (2009–2011) Lid Raad van State (2016–2022) | 2002                               |
| Vacant (16 mei 2002 – 12 november 2002)    |                           |                                        |                                       |          | | |                                    |
|                                            | W.J. (Wouter) Bos         | drs. W.J. (Wouter) Bos (1963)          | 12 november 2002 – 25 april 2010      | 39–46    | Lid Tweede Kamer (2002–2007) Fractievoorzitter Tweede Kamer (2002–2007) Minister van Financiën (2007–2010) Vicepremier (2007–2010) | Lid Tweede Kamer (1998–2000) Staatssecretaris van Financiën (2000–2002) | 2003 2006                          |
|                                            | M.J. (Job) Cohen          | mr.dr. M.J. (Job) Cohen (1947)         | 25 april 2010 – 20 februari 2012      | 62–64    | Lid Tweede Kamer (2010–2012) Fractievoorzitter Tweede Kamer (2010–2012) | Staatssecretaris van Onderwijs en Wetenschappen (1993–1994) Lid Eerste Kamer (1995–1998) Fractievoorzitter Eerste Kamer (1996–1998) Staatssecretaris van Justitie (1998–2001) Burgemeester van Amsterdam (2001–2010)                                                            | 2010                               |
| Vacant (20 februari 2012 – 16 maart 2012)  |                           |                                        |                                       |          | | |                                    |
|                                            | D.M. (Diederik) Samsom    | ir. D.M. (Diederik) Samsom (1971)      | 16 maart 2012 – 10 december 2016      | 40–45    | Lid Tweede Kamer (2003–2016) Fractievoorzitter Tweede Kamer (2012–2016) | | 2012                               |
|                                            | L.F. (Lodewijk) Asscher   | mr.dr. L.F. (Lodewijk) Asscher (1974)  | 10 december 2016 – 14 januari 2021    | 42–46    | Minister van Sociale Zaken en Werkgelegenheid (2012–2017) Vicepremier (2012–2017) Lid Tweede Kamer (2017–2021) Fractievoorzitter Tweede Kamer (2017–2021) | Waarnemend burgemeester van Amsterdam (maart 2010 - juli 2010) | 2017                               |
| Vacant (14 januari 2021 – 18 januari 2021) |                           |                                        |                                       |          | | |                                    |
|                                            | E.M.J. (Lilianne) Ploumen | drs. E.M.J. (Lilianne) Ploumen (1962)  | 23 januari 2021 – 12 april 2022       | 58–59    | Lid Tweede Kamer (2017–2022) Fractievoorzitter Tweede Kamer (2021–2022) | Partijvoorzitter (2007–2012) Minister voor Buitenlandse Handel en Ontwikkelingssamenwerking (2012–2017) | 2021                               |
| Vacant (12 april 2022 – 11 juni 2022)      |                           |                                        |                                       |          | | |                                    |
|                                            | A.H. (Attje) Kuiken       | drs. A.H. (Attje) Kuiken (1977)        | 11 juni 2022 – 27 oktober 2023        | 44–46    | Lid Tweede Kamer (2006–2023) Fractievoorzitter Tweede Kamer (2022–2023) | Fractievoorzitter Tweede Kamer (2016–2017) | —                                  |
| Bron: Geschiedenis PvdA.nl                 |                           |                                        |                                       |          | | |                                    |

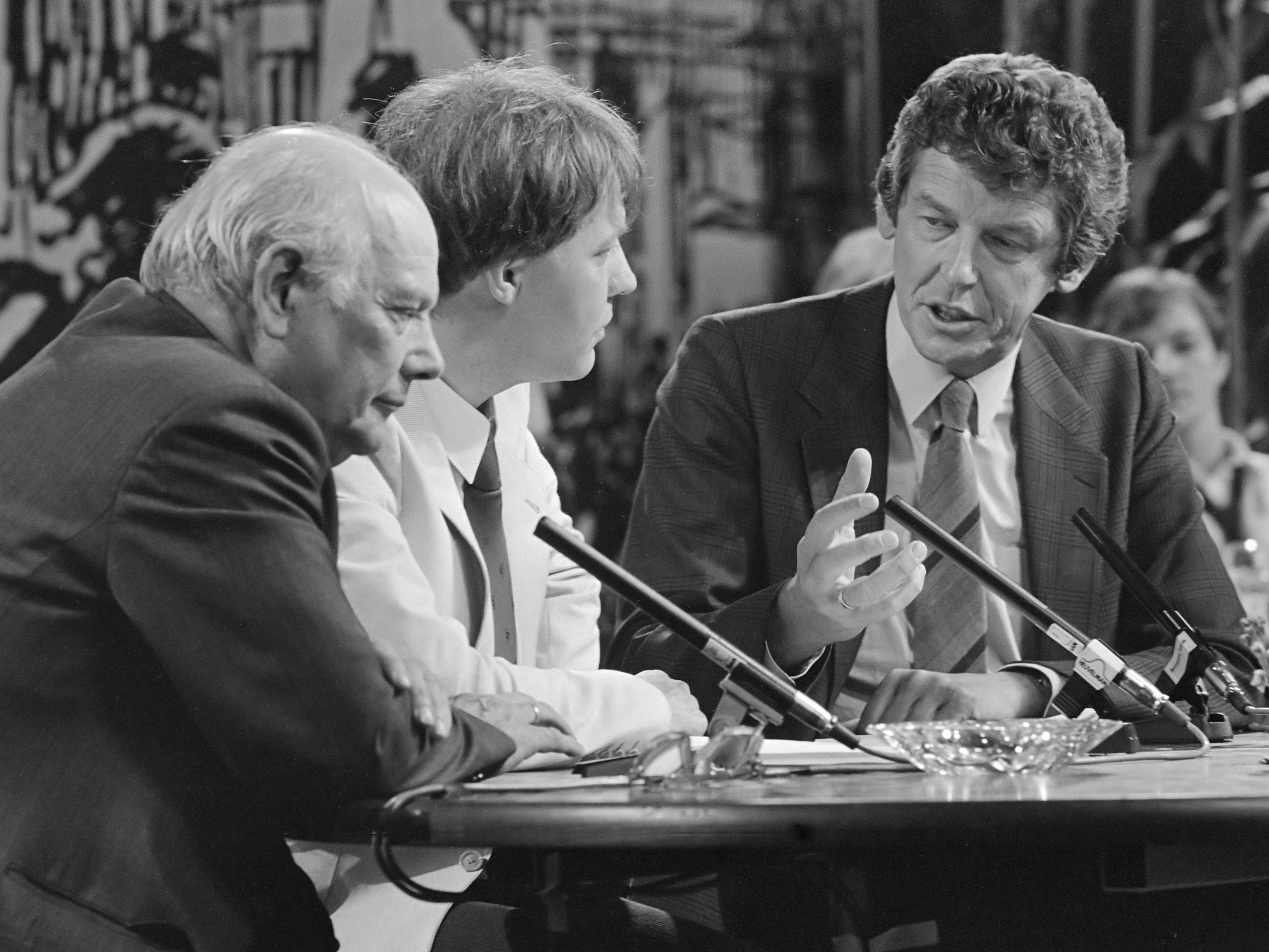
Joop den Uyl (links) en Wim Kok (rechts) in 1982.
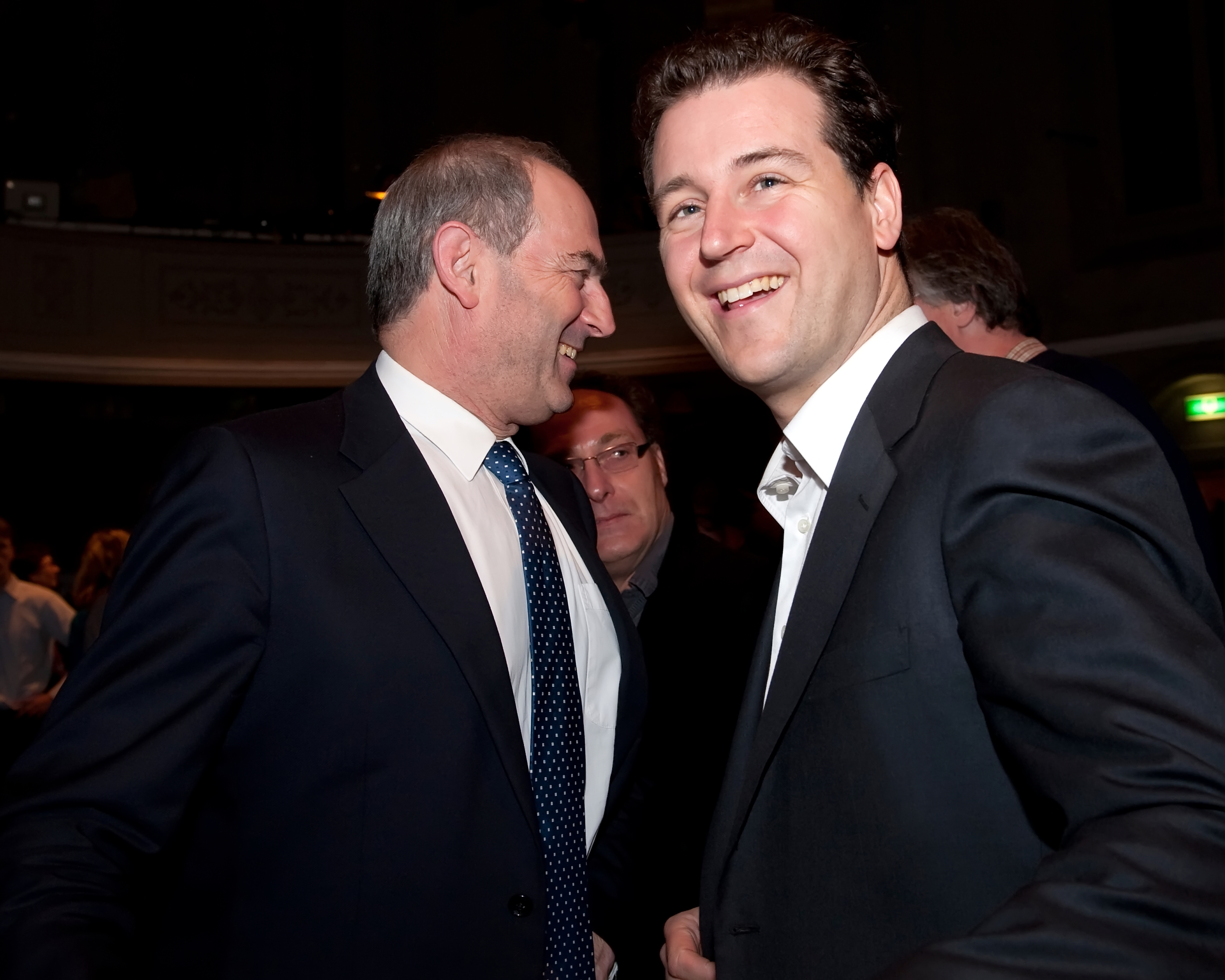
Job Cohen (links) en Lodewijk Asscher (rechts) in 2010.
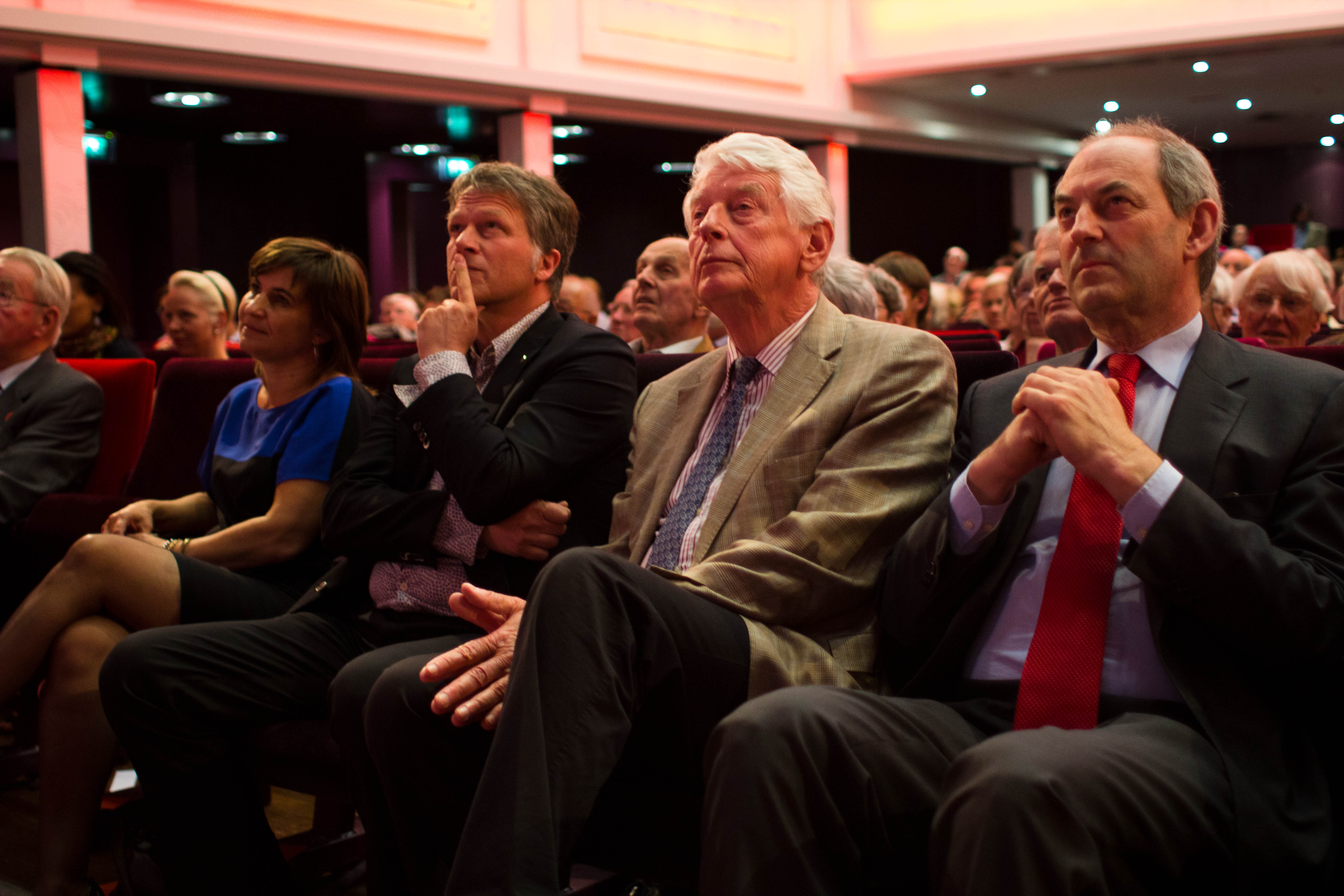
Wouter Bos (links), Wim Kok (midden) en Job Cohen (rechts) in 2011.
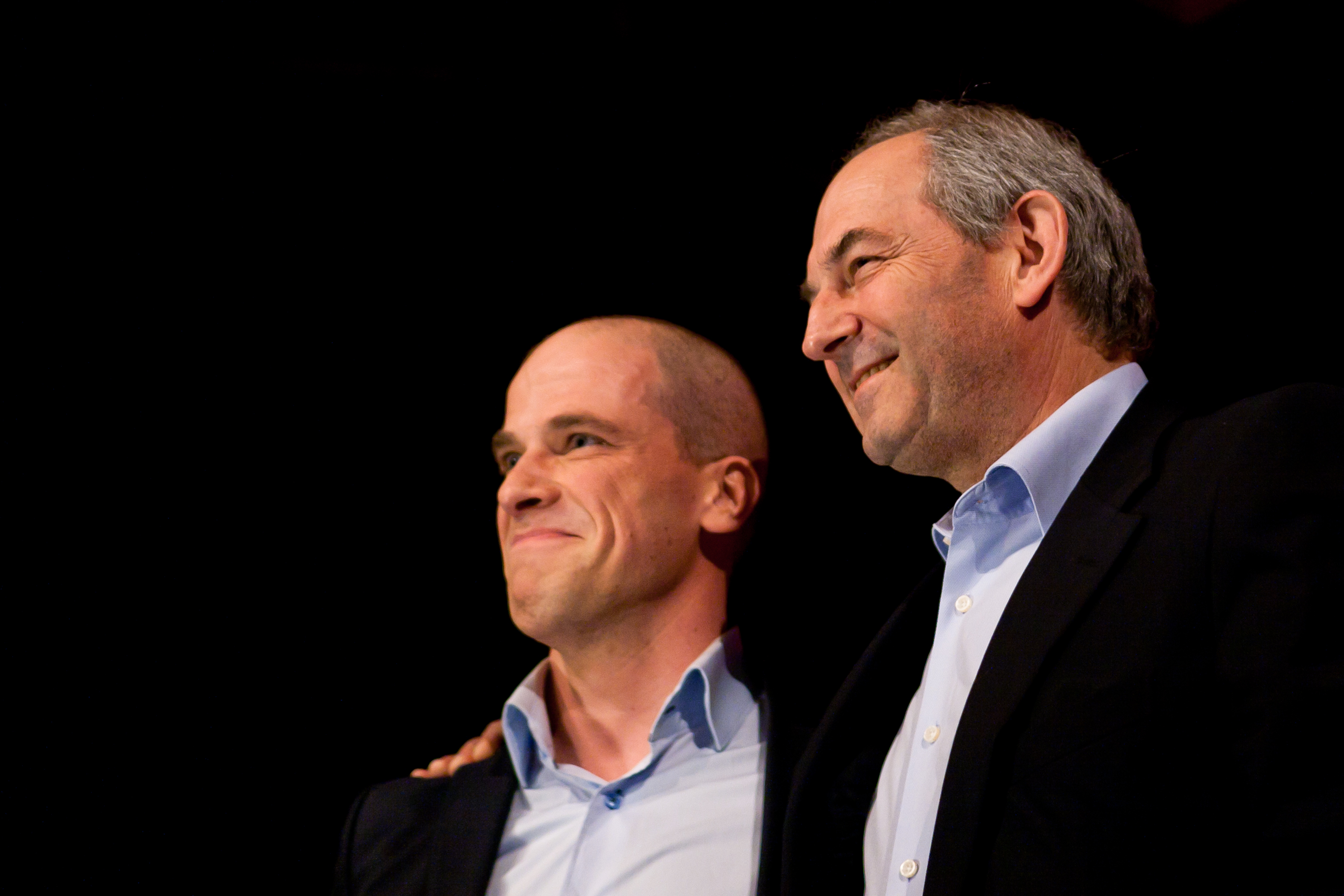
Diederik Samsom (links) en Job Cohen (rechts) in 2012.